# Moa Nåsander
Moa Elise Nåsander, född 22 april 2008 i Högalids församling i Stockholm, är en svensk skådespelerska.
Nåsander har bland annat medverkat i TV-serien 12:13 och filmen Det är något som inte stämmer. 2025 spelade hon Annika, en av huvudrollerna i SVT-produktionen Tordyveln flyger i skymningen.

## Filmografi
- 2020 – 12:13 (TV-serie)
- 2025 – Tordyveln flyger i skymningen (TV-serie)
- 2025 – Det är något som inte stämmer